# 美濃町駅前駅
美濃町駅前駅（みのまちえきまええき）は、岐阜県美濃市広岡町にあった名鉄美濃町線の駅。
国鉄越美南線美濃町駅（現在の長良川鉄道越美南線美濃市駅）への乗換駅であった。しかし美濃駅に近い（駅間距離は0.4キロメートル）こともあり、利用客は少なかったという。

## 歴史
美濃町線が美濃電気軌道の路線として1911年（明治44年）に開通した際には設けられず、1923年（大正12年）ころに開設された。この年、国鉄の越美南線が美濃太田駅から延伸して当地に美濃町駅が設けられたため、この駅との連絡のために設けられたとされる。当駅はその後、1946年（昭和21年）にはすでに休止されており、そのまま1960年（昭和35年）に廃駅となった。廃止の前、1954年（昭和34年）に国鉄の美濃町駅は美濃市駅に改称されているが、休止期間中であった当駅の名称は存置された。
- 1923年（大正12年）
  - 10月5日 - 越美南線美濃太田駅 - 美濃町駅の間が開通し、美濃町駅が開業。
  - 11月頃 - 美濃電気軌道の新美濃町駅（のちの美濃駅）と越美南線の美濃町駅が約300メートル離れていることから、利便性向上のため、越美南線の美濃町駅との乗り換え駅として美濃町駅前駅が開業する。
- 1930年（昭和5年）8月20日 - 美濃電気軌道が名古屋鉄道（初代。同年中に名岐鉄道に改称し、1935年より名古屋鉄道に再改称）に合併。同社の美濃町線の駅となる[2]。
- 1946年（昭和21年）3月1日以前 - 休止[2]（戦時中に休止されていた説もある）。
- 1954年（昭和29年）11月10日 - 越美南線の美濃町駅が美濃市駅に改称される。休止中の美濃町駅前駅の名称は変更されなかった。
- 1960年（昭和35年）10月20日 - 廃止[2]。

## 駅構造
- 相対式1面1線のホームを持つ構造であった。
- 駅名は「美濃町駅前駅」であるが、実際には美濃町駅に隣接しているのではなく、徒歩2,3分ほどの距離があった。

## 隣の駅
名古屋鉄道
美濃町線
松森駅 - 美濃町駅前駅 - 美濃駅